# Cordell Mosson
Cordell "Boogie" Mosson (nume oficial: Cardell Mosson) (n. 16 octombrie 1952) este un cântăreț american. Bun prieten cu Garry Shider, cei doi au părăsit Plainfield, New Jersey în tinerețe pentru a ajunge în Canada. S-au alăturat unei trupe numite United Soul care i-a atras atenția lui George Clinton, Clinton cunoscându-l pe Shider încă de pe vremea când cei doi erau copii în Plainfield.
În 1971 Clinton a produs câteva piese pentru United Soul cu ajutorul altor membrii ai formației Funkadelic. Cântecele "I Miss You Baby" și "Baby I Owe You Something Good" au fost lansate ca single-uri prin Westbound Records în 1971 sub numele U.S. Music with Funkadelic. Toate piesele înregistrate cu Clinton în 1971 au fost lansate prin Westbound în 2009 apărând pe albumul U.S. Music with Funkadelic. După ce a fost producător pentru United Soul, Clinton i-a invitat pe Mosson și Shider să se alăture grupului Parliament-Funkadelic. Două melodii ale trupei United Soul au fost înregistrate mai târziu pe albume Funkadelic cu Mosson ca membru.
1. 1 2  Cordell Mosson, Autoritatea BnF
2. 1 2  Cordell Mosson, Discogs, accesat în 9 octombrie 2017
3. ↑  "Cordell Mosson, Funk Guitarist, Dies at 60" (în engleză)
4. ↑  Montreux Jazz Festival Database[*] Verificați valoarea |titlelink= (ajutor);
5. 1 2  Montreux Jazz Festival Database[*] Verificați valoarea |titlelink= (ajutor);